# Liste der Einträge im National Register of Historic Places im Giles County (Tennessee)
Diese Liste der Einträge im National Register of Historic Places im Giles County (Tennessee) enthält alle im Giles County, Tennessee in das National Register of Historic Places eingetragenen Gebäude, Bauwerke, Objekte, Stätten oder historischen Distrikte.
Diese Liste entspricht dem Bearbeitungsstand des National Park Service/National Register of Historic Places vom 4. Oktober 2024.

## Legende
| NRHP | Historic Place             |
| HD   | National Historic District |

## Aktuelle Einträge
| [ 2 ] | Name                                                 | Bild                                                 | Eintragsdatum                 | Lage | Ort          | Beschreibung |
| ----- | ---------------------------------------------------- | ---------------------------------------------------- | ----------------------------- | --- | ------------ | ------------ |
| 1     | Abernathy Farm                                       | Abernathy Farm                                       | 19. Apr. 2001 ID-Nr. 01000393 | 9441 Elkton Pike 35° 5′ 51″ N, 86° 57′ 32″ W | Conway       |              |
| 2     | Bass-Morrell House                                   | Bass-Morrell House                                   | 10. Nov. 1988 ID-Nr. 88002615 | 2898 TN-273/Bryson Rd. 35° 5′ 19″ N, 86° 51′ 54″ W | Ardmore      |              |
| 4     | Bodenham (Colored) School                            | weitere Bilder                                       | 5. Apr. 2006 ID-Nr. 06000219  | 830 Gimlet Creek Rd. 35° 15′ 5″ N, 87° 10′ 23,8″ W | Bodeham      |              |
| 5     | Bodenham Mill                                        | Bodenham Mill                                        | 27. März 2013 ID-Nr. 13000122 | 690 Bodenham Rd. 35° 13′ 59,5″ N, 87° 9′ 19,3″ W | Pulaski      |              |
| 6     | Bridgeforth High School                              | Bridgeforth High School                              | 9. Aug. 2006 ID-Nr. 06000697  | 1095 Bledsoe Rd. 35° 12′ 45″ N, 87° 1′ 35″ W | Pulaski      |              |
| 7     | Brown-Daly-Horne House                               | Brown-Daly-Horne House                               | 6. Dez. 1979 ID-Nr. 79002431  | 307 W. Madison St. 35° 11′ 58″ N, 87° 2′ 1″ W | Pulaski      |              |
| 8     | Campbell Chapel African Methodist Episcopal Church   | Campbell Chapel African Methodist Episcopal Church   | 22. Juni 2000 ID-Nr. 00000725 | 311 Mill St. 35° 13′ 30″ N, 87° 2′ 15″ W | Pulaski      |              |
| 9     | Church of the Messiah                                | Church of the Messiah                                | 28. Juli 1983 ID-Nr. 83003031 | W. Madison und N. 3rd Sts. 35° 12′ 0″ N, 87° 1′ 59″ W | Pulaski      |              |
| 10    | Clifton Place                                        |                                                      | 11. Apr. 1973 ID-Nr. 73001767 | Campbellsville Rd. 35° 16′ 5″ N, 87° 4′ 23,8″ W | Wales        |              |
| 11    | Elk River Fortification                              |                                                      | 29. Sep. 1998 ID-Nr. 98001212 | Adresse nicht veröffentlicht | Prospect     |              |
| 12    | First Presbyterian Church of Pulaski                 | First Presbyterian Church of Pulaski                 | 28. Juli 1983 ID-Nr. 83003032 | 202 S. 2nd St. 35° 11′ 53″ N, 87° 1′ 59″ W | Pulaski      |              |
| 13    | Matt Gardner House                                   | weitere Bilder                                       | 28. Juli 1995 ID-Nr. 95000942 | 110 Dixon Town Rd. 35° 2′ 46″ N, 86° 53′ 11″ W | Prospect     |              |
| 14    | Hallehurst                                           | Hallehurst                                           | 6. Sep. 2006 ID-Nr. 06000799  | 106 Little Dry Creek Rd. 35° 15′ 13″ N, 87° 5′ 21,8″ W | Pulaski      |              |
| 15    | Austin Hewitt Home                                   | Austin Hewitt Home                                   | 13. Dez. 1984 ID-Nr. 84000611 | 322 E. Washington St. 35° 12′ 4″ N, 87° 1′ 37,9″ W | Pulaski      |              |
| 16    | Lairdland Farm House                                 | Lairdland Farm House                                 | 7. Sep. 1995 ID-Nr. 95001088  | 3238 Blackburn Hollow Rd. 35° 16′ 33″ N, 86° 54′ 0″ W | Brick Church |              |
| 17    | Lynnville Historic District                          |                                                      | 1. Apr. 1988 ID-Nr. 88000225  | zwischen der Mill St., Main und School Rd., mit der Long St. und der ehemaligen Eisenbahnstrecke der Louisville and Nashville Railroad 35° 22′ 36″ N, 87° 0′ 23″ W | Lynnville    |              |
| 18    | Maplewood Cemetery                                   | Maplewood Cemetery                                   | 15. Nov. 2005 ID-Nr. 05000854 | South Sam Davis Ave. 35° 11′ 38″ N, 87° 1′ 43″ W | Pulaski      |              |
| 19    | Milky Way Farm                                       | Milky Way Farm                                       | 27. Sep. 1984 ID-Nr. 84003537 | U.S. Route 31 35° 18′ 37″ N, 87° 2′ 15″ W | Pulaski      |              |
| 20    | Olivet United Methodist Church, Parsonage and School | Olivet United Methodist Church, Parsonage and School | 19. Juli 1984 ID-Nr. 84003538 | Columbia Pike 35° 17′ 40″ N, 87° 1′ 34″ W | Riversburg   |              |
| 21    | Original Church of God                               | Original Church of God                               | 9. Aug. 2006 ID-Nr. 06000698  | 115 Gordon St. 35° 12′ 34″ N, 87° 1′ 41″ W | Pulaski      |              |
| 22    | Pisgah United Methodist Church and Cemetery          | weitere Bilder                                       | 23. Nov. 1984 ID-Nr. 84000330 | Pisgah Rd. 35° 10′ 46″ N, 86° 54′ 43″ W | Pisgah       |              |
| 23    | Pulaski Courthouse Square Historic District          | Pulaski Courthouse Square Historic District          | 11. Aug. 1983 ID-Nr. 83003033 | 1st, Jefferson, Madison, und 2nd Sts. 35° 11′ 59″ N, 87° 1′ 51,9″ W                                                                                                | Pulaski      |              |
| 24    | Reveille                                             | Reveille                                             | 28. Okt. 1994 ID-Nr. 94001273 | 408 W. Madison 35° 12′ 1″ N, 87° 2′ 3,8″ W | Pulaski      |              |
| 25    | Sam Davis Avenue Historic District                   | weitere Bilder                                       | 2. März 1989 ID-Nr. 89000148  | Sam Davis Ave. und E. Madison St. 35° 11′ 51″ N, 87° 1′ 37″ W | Pulaski      |              |
| 26    | Dr. Benjamin Franklin Smith House                    | Dr. Benjamin Franklin Smith House                    | 23. Aug. 2006 ID-Nr. 06000728 | 13494 Columbia Highway 35° 22′ 42″ N, 87° 1′ 54″ W | Waco         |              |
| 27    | South Pulaski Historic District                      | weitere Bilder                                       | 10. Juli 1986 ID-Nr. 86001556 | zwischen der W. College, 1st, Cemetery und S. 3rd Sts. 35° 11′ 41″ N, 87° 2′ 2″ W                                                                                  | Pulaski      |              |
| 28    | George W. Tillery House                              | George W. Tillery House                              | 5. Juli 1985 ID-Nr. 85001486  | U.S. Route 31 35° 14′ 10″ N, 87° 2′ 35″ W | Pulaski      |              |
| 29    | Elisha White House                                   | Elisha White House                                   | 4. März 1983 ID-Nr. 83003034  | westlich von Waco an der Yokley Rd. 35° 22′ 32″ N, 87° 2′ 9″ W | Waco         |              |
| 30    | Newton White House                                   | Newton White House                                   | 22. Okt. 1987 ID-Nr. 87001884 | 1961 Bledsoe Rd. 35° 13′ 56″ N, 87° 1′ 9″ W | Pulaski      |              |
| 31    | Copeland Whitfield House                             | Copeland Whitfield House                             | 7. Juli 1988 ID-Nr. 88001021  | Bee Line Highway 35° 10′ 21″ N, 87° 0′ 59″ W | Pulaski      |              |
| 32    | Wilkerson Place                                      | Wilkerson Place                                      | 23. Okt. 1986 ID-Nr. 86002899 | 300 Gunter Smith Rd. 35° 17′ 56″ N, 87° 4′ 51″ W | Wales        |              |
| 33    | Wilkinson-Martin House                               | weitere Bilder                                       | 17. März 2010 ID-Nr. 10000085 | 954 N. 1st St. 35° 12′ 34,3″ N, 87° 1′ 37,9″ W | Pulaski      |              |
| 34    | Wilson-Young House                                   |                                                      | 13. Apr. 1973 ID-Nr. 73001766 | südwestlich von Dellrose, in der Nähe der Interstate 65 35° 5′ 45″ N, 86° 50′ 19″ W                                                                                | Dellrose     |              |

## Ehemalige Einträge
| [ 2 ] | Name                                | Bild                        | Eintragsdatum                 | Lage                                                 | Ort        | Beschreibung             |
| ----- | ----------------------------------- | --------------------------- | ----------------------------- | ---------------------------------------------------- | ---------- | ------------------------ |
| 1     | Batte-Brown-Blackburn House         | Batte-Brown-Blackburn House | 7. Juni 1996 ID-Nr. 96000659  | 318 W. Madison St. 35° 11′ 58,9″ N, 87° 1′ 54,8″ W   | Pulaski    |                          |
| 2     | Bethany Presbyterian Church Complex |                             | 13. Nov. 1989 ID-Nr. 89001968 | Elkton Rd. 35° 5′ 51″ N, 86° 51′ 39″ W               | Bryson     |                          |
| 3     | Noblit-Lytle House                  |                             | 1. Aug. 2008 ID-Nr. 08000734  | 1311 Sugar Creek Rd. 35° 1′ 38,4″ N, 87° 12′ 59,7″ W | Minor Hill | Im Jahr 2018 abgerissen. |